# Catocala formosana
Catocala formosana är en fjärilsart som beskrevs av Okano 1958. Catocala formosana ingår i släktet Catocala och familjen nattflyn. Inga underarter finns listade i Catalogue of Life.